# Trittico Donne
Il Trittico Donne è un dipinto a olio su tavola (71x70,3 cm il pannello centrale, 71x30,5 ciascun pannello laterale) di Hans Memling, databile al 1470 circa e conservato nella National Gallery di Londra.

## Storia
Al matrimonio, celebrato a Bruges nel 1468, di Carlo il Temerario con la principessa Margherita di York, figlia di Edoardo IV d'Inghilterra, parteciparono molti nobili inglesi, fra i quali sir John Donne di Kidwelly, nel Galles, che proprio in quell'occasione dovette conoscere il pittore, al quale commissionò il trittico che porta il suo nome. Non è noto quando Memling abbia iniziato a dipingerlo, né quando sia stato terminato: la data dovrebbe aggirarsi intorno al 1470.
Si sa che il trittico apparteneva almeno dal 1761 ai duchi di Devonshire, che lo vendettero nel 1955 al museo londinese dove attualmente è conservato.

## Descrizione e stile

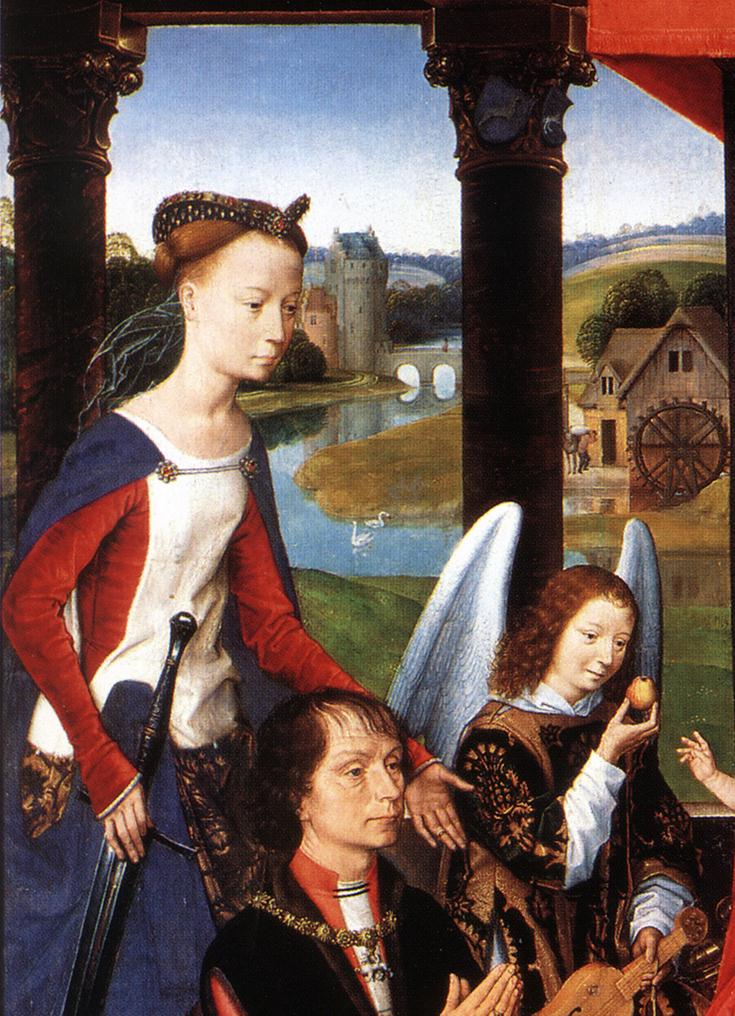
Dettaglio

I tre pannelli hanno una medesima ambientazione che continua da uno scomparto all'altro. Al centro si trovano la Madonna col Bambino in trono, due angeli, le sante Caterina e Barbara e i donatori sir John Donne, la moglie Elisabetta e la figlia Anna; il pannello sinistro rappresenta San Giovanni Battista (con un personaggio che si affaccia sullo sfondo, probabile autoritratto dell'artista) e quello destro San Giovanni Evangelista. Come di consueto, i pannelli laterali sono chiudibili e sul lato posteriore mostrano due santi a monocromo (grisaille):  San Cristoforo e Sant'Antonio abate.
Cristo, magro come un vero bambino studiato dal vero, è raffigurato nell'atto di benedire il committente, che è inginocchiato a sinistra. Tra i gesti dei due si inserisce un angelo sorridente che, posata la viola, offre a Gesù il pomo del Peccato originale, a ricordare la sua missione salvifica. Alle profezie sulla sorte di Gesù rimanda anche il libro che Maria sta leggendo, mosso distrattamente dalla mano del bambino. L'angelo a destra invece è intento a suonare un organetto portatile. Maria è ritratta sullo sfondo di un drappo appeso e con un baldacchino sopra, motivi ripresi dai maestri di Memling che ebbe un notevole successo anche in Italia. Immancabile è il prezioso tappeto ai piedi di Maria, un tributo all'opulenta ricchezza di Bruges che poteva permettersi di importare manufatti esotici di tale ricercatezza.
Sir Donne e sua moglie portano al collo le decorazioni dell'ordine a cui appartenevano con il pendente del leone di re Edoardo IV.

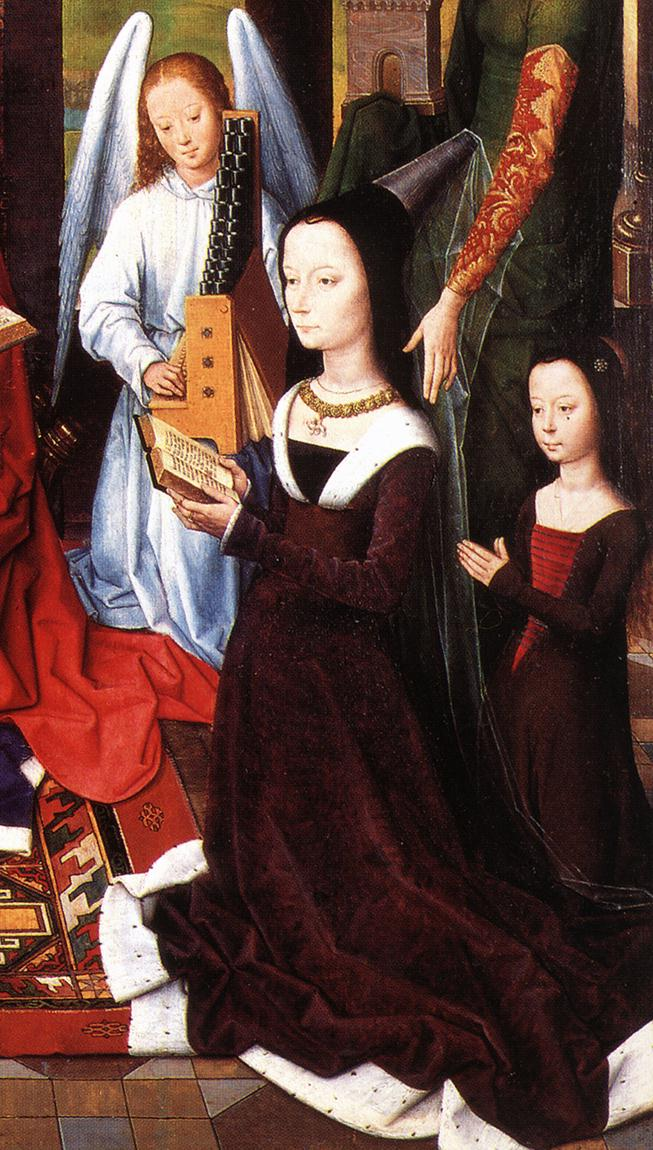
Dettaglio

Le due sante del pannello centrale compiono i tipici gesti di introdurre i committenti alla divinità, ma i loro sguardi divergono, come quelli di quasi tutti gli altri personaggi, all'esterno, creando un senso di mancato dialogo che dà un tono malinconico e sofisticato all'insieme.
Lo sfondo, un paesaggio campestre che si perde in lontananza, punteggiato da edifici e segni della presenza umana, è incorniciato dalle colonne in controluce del portico in cui si svolge la scena. La torre che si vede a destra è in realtà tenuta in mano da santa Barbara come tipico attributo, ma dà la sensazione illusionistica di trovarsi nello sfondo, attenuando l'incongruenza nella composizione generale. Con un analogo stratagemma la ruota di santa Caterina è inserita nel mulino sullo sfondo, che dà anche l'occasione per dipingere un piccolo spaccato di vita quotidiana, con il mugnaio che sta scaricando un sacco da un asino.
La scatola prospettica ha conclusione nei pannelli laterali, in cui si vedono le pareti laterali con una porta, a sinistra, e una finestra, a destra. La profondità spaziale è poi sottolineata dal pavimento con motivi geometrici in prospettiva, dall'alto punto di fuga tipicamente fiammingo. La mancanza di scorci man mano che si procede allontanandosi dal primo piano dimostra come nelle Fiandre la pratica prospettica fosse ancora più arretrata che in Italia, anche se la straordinaria sensibilità luminosa ed atmosferica attutisce queste imperfezioni, puntando piuttosto a una scansione di piani intuitiva, come si vede ad esempio nell'ombra che la cornice proietta alla base del pannello destro.
In generale l'opera crea quindi un microcosmo pittorico, in cui ogni dettaglio partecipa alla rappresentazione sacra, in un'aura ideale e cristallizzata.

## Influenze
Il trittico, detto di Guglielmo Moreel, venne dipinto nel 1484. È stato scritto che  i tratti dei volti delle donne riflettono quelli del volto della donna resuscitata del Rinvenimento della croce di Simone Marmion e più ancora quello della madre del trittico rimanda alla Maria del Compianto di Cristo (1468 - 1470), della Collezione Lehaman di New York, sempre di Marmion. 
Come scrive Dino Campini, «I volti dipinti da  Hans Memling son stati evocati dal poeta Guido Gozzano quando nella Signorina Felicita scrisse che era quasi brutta, priva di lusinghe, col volto sparso di efelidi leggere, ma con occhi di un azzurro stoviglia che ne facevano un tipo di beltà fiamminga».